# Elizabeth Aguilar
Pour les articles homonymes, voir Aguilar.
Elizabeth Aguilar González (née le 18 août 1954 à Ameca, Jalisco, Mexique) est une ancienne dauphine du concours de beauté Señorita México, et une actrice pour le cinéma et la télévision.

## Biographie
Elizabeth Aguilar fut première dauphine du concours de beauté Señorita México. Elle représenta donc le Mexique au concours Miss Monde de 1977, duquel elle termina demi-finaliste. Par la suite, elle posa dans la version mexicaine de Playboy.

## Filmographie

### Pour le cinéma
- 1979 : Amor a la mexicana de Raúl de Anda hijo
- 1979 : El vuelo de la cigüeña de Julián Pastor
- 1980 : El guardespaldas de Raúl de Anda hijo
- 1980 : El hombre sin miedo d'Edgardo Gazcón
- 1983 : Una pura y dos con sal de Rafael Villaseñor Kuri
- 1983 : México 2000 de Rogelio A. González
- 1984 : No vale nada la vida d'Alfredo Salazar
- 1984 : Nosotros los pelados de Pedro Galindo III
- 1987 : Mariana, Mariana d'Alberto Isaac
- 1988 : El otro crimen de Carlos González Morantes
- 1989 : Bonampak  de Raul Contla
- 1990 : Más vale amada que quemada de Jorge Manrique
- 2003 : Suertuda gloria de Madela Bada Ashwellet Alexis Perez Montero
- 2005 : La moral en turno d'Alejandro Ramirez

### Pour la télévision
- 1977 : Variedades de media noche
- 1978 : Sabado loco, loco
- 1980 : Tania
- 1980 : Sandra y Paulina
- 1982 : No empujen
- 1983 : Amor ajeno
- 1991 : La pícara soñadora
- 1998 : ¿Qué nos pasa?
- 1999 : Tres mujeres
- 1999 : Infierno en el Paraíso
- 2000 - 2006 : Mujer, casos de la vida real
- 2000 : Por un beso
- 2002 : Entre el amor y el odio
- 2005 : Contra viento y marea
- 2005 : Barrera de amor
- 2006 : Mundo de fieras
- 2007 : Objetos perdidos

## Nomination
- 1988 : nommée à l'Ariel d'argent de la Meilleure Actrice pour Mariana, Mariana